# Янушовиці (гміна Сломники)
Янушовиці (пол. Januszowice) — село в Польщі, у гміні Сломники Краківського повіту Малопольського воєводства.
Населення — 640 осіб (2011).
У 1975-1998 роках село належало до Краківського воєводства.

## Демографія
Демографічна структура станом на 31 березня 2011 року:
|          | Загалом | Допрацездатний вік | Працездатний вік | Постпрацездатний вік |
| -------- | ------- | ------------------ | ---------------- | -------------------- |
| Чоловіки | 310     | 59                 | 217              | 34                   |
| Жінки    | 330     | 52                 | 196              | 82                   |
| Разом    | 640     | 111                | 413              | 116                  |